# Ireneusz Kossakowski
Ireneusz Kossakowski (ur. 23 stycznia 1930 w Siestrzankach) – polski działacz państwowy i dyplomata, radca prawny, ambasador w Australii i Nowej Zelandii (1983–1987).

## Życiorys
Ukończył studia na Wydziale Prawa Uniwersytetu Warszawskiego oraz Podyplomowe Studium przy Wyższej Szkole Nauk Społecznych. W latach 1955–1963 był zatrudniony w Prezydium Dzielnicowej Rady Narodowej na Ochocie. W latach 1963–1965 pracował w Międzynarodowej Komisji Nadzoru i Kontroli w Kambodży, a od 1965 w Ministerstwie Spraw Zagranicznych PRL. Pełnił obowiązki attaché konsularnego i wicekonsula w Waszyngtonie, był następnie naczelnikiem Wydziału Protokołu Dyplomatycznego MSZ (1971–1975) oraz I sekretarzem i radcą Ambasady PRL w Nairobi (1975–1979). Po powrocie do kraju pracował jako radca i doradca w MSZ (do 1983). W latach 1983–1987 pełnił misję ambasadora w Australii i Nowej Zelandii. W 1988 został starszym doradcą, a następnie wicedyrektorem departamentu w MSZ .
Odznaczony Krzyżem Kawalerskim Orderu Odrodzenia Polski oraz (kambodżańskim) Krzyżem Kawalerskim Sahametrei.